# 2590 Mourão
2590 Mourao eller 1980 KJ är en asteroid i huvudbältet som upptäcktes den 22 maj 1980 av den belgiske astronomen Henri Debehogne vid La Silla-observatoriet. Den är uppkallad efter den brasilianske astronomen Ronaldo Rogério de Freitas Mourão.
Asteroiden har en diameter på ungefär 7 kilometer och den tillhör asteroidgruppen Vesta.